# Jod-Sole-Therme Bad Bevensen

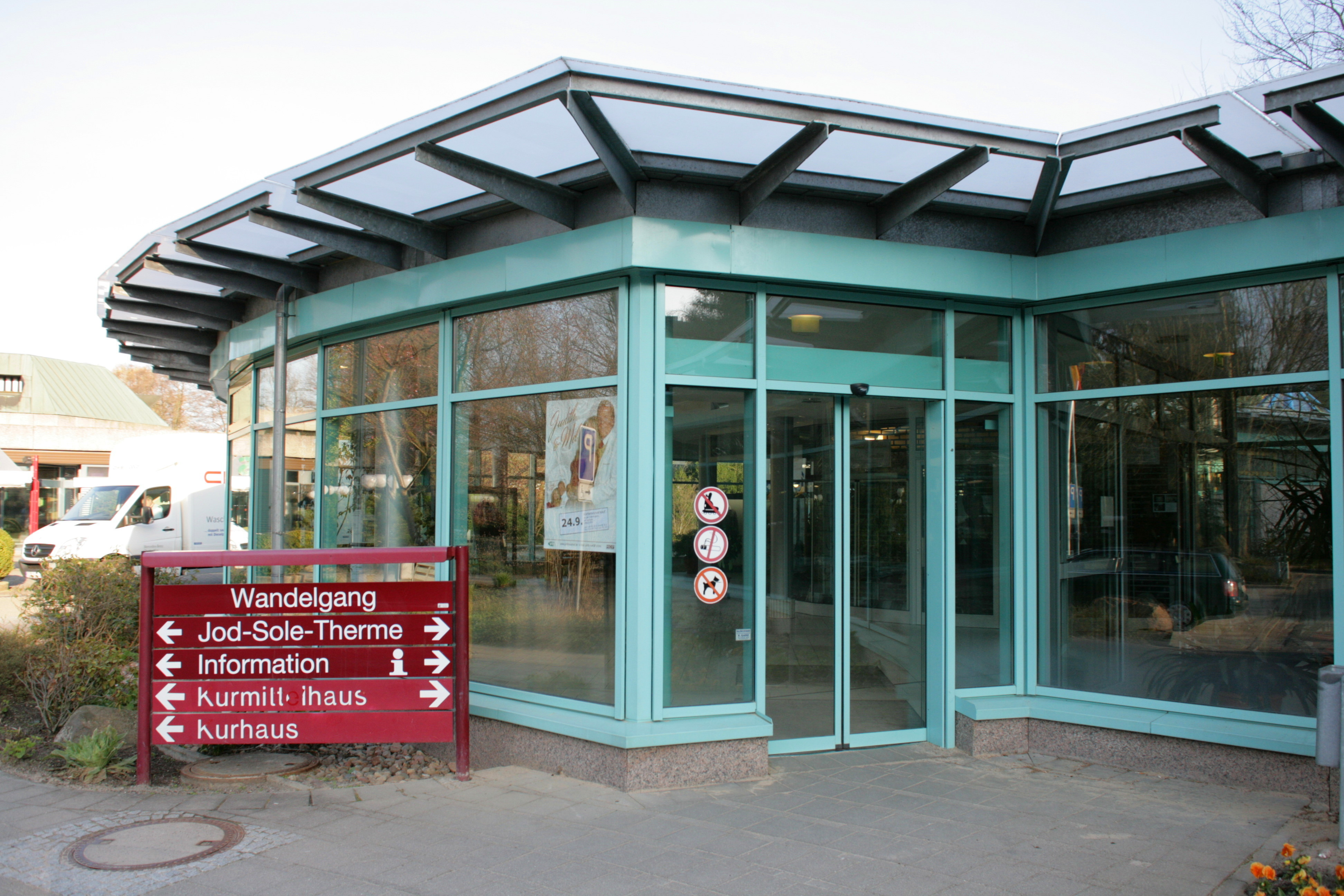
Jod-Sole-Therme Bad Bevensen

Die Jod-Sole-Therme Bad Bevensen ist seit der staatlichen Anerkennung 1975 das einzige Mineral-Heilbad in der Lüneburger Heide. Mit mehr als 3.000 Quadratmetern Vergnügungs- und Erholungslandschaft gilt die im Kurzentrum liegende Therme als eines der führenden Heilbäder Norddeutschlands.

## Lage
Die Therme liegt inmitten des Kurzentrums von Bad Bevensen, umgeben vom Kurpark in den Talauen der Ilmenau, auf einer Höhe von 36 m über dem Meeresspiegel. Die Stadt selbst liegt in Niedersachsen, nördlich der Hansestadt Uelzen und somit im Osten der Lüneburger Heide.

## Geschichte
Nachdem man 1964 etwa drei Kilometer außerhalb der damaligen Stadt nach Erdöl suchend auf eine Thermalquelle stieß, entschieden die Stadtväter Bevensens den Bau eines Heilbads in die Wege zu leiten. 1968 wurden die ersten Grundsteine gelegt, woraufhin im selben Jahr der Bau des Kurzentrums begann. 1975 wurde Bevensen staatlich als Mineralheilbad anerkannt, woraufhin am 12. Mai 1976 die namentliche Änderung zu „Bad“ Bevensen erfolgte.

## Badelandschaft
Die Bade-Landschaft der Therme Bad Bevensen wird neben den warmen und hellen Farben und den raumhohen Fenstern durch das große Vitalbecken mit 35 °C und 3 % Sole charakterisiert. Des Weiteren ist ein etwas kleineres Gesundheitsbecken ebenso mit 35 °C, aber mit 4 % Soleanteil zu finden. Im Spa und Vital Center gibt es außerdem ein Entspannungsbad mit 33 °C und einem Soleanteil von 5 %, welches mit Unterwassermusik unterlegt wird. Die Therme bietet die größte Thermal-Außen-Wasserfläche in Norddeutschland mit einer Gesamtfläche von 925 m², aufgeteilt in zwei Becken. Alle Becken sind mit verschiedenen Bodensprudlern, Schwallduschen und Sprudel-Sitznischen ausgestattet.

## Saunalandschaft
Die Saunalandschaft der Jod-Sole-Therme Bad Bevensen bietet rund zehn verschiedene Saunen, inklusive zwei Dampfräumen, einer Kräutersauna und zwei Blocksaunen im grünen Freigelände.
Neben der Saunalandschaft werden auch eine Salz- und eine Solewelt angeboten. Die Salzwelt umfasst eine Salzlounge mit Kaminecke und eine Salzsauna, in welcher nicht nur klassische Aufgüsse stattfinden, sondern auch der „Regenaufguss“. Dieser lässt einen gefächerten Guss entstehen, welcher einem Landregen ähnlich kommt. Die Solewelt zeichnet sich durch die 180 m² große Fläche auf Stelzen aus. Auf dieser befindet sich eine Sonnenterrasse und ein Sole-Erlebnisraum, von wo man einen weitläufigen Blick über den Kurpark hat.

## Spa-Angebot
Es werden Massagen und Bäder zur Entspannung angeboten, welche sich von Klangschalenmassagen, über Rasul-Heilerde-Bäder und Lichtsprudelbädern „Hydroxeur“ erstrecken. Darüber hinaus findet man in der Therme Ruheräume und einen Cardio-Fitnessraum.

## Veranstaltungen
Der Heilbäderverband Niedersachsen veranstaltete den 3. Niedersächsische Bädertag am 19. Oktober 2016 unter dem Thema „Kur im Wandel“ in der Jod-Sole-Therme.